# Samuel Simons Sanford
Samuel Simons Sanford (15 mars 1849 – 6 janvier 1910) est un pianiste et professeur américain.

## Biographie
Il naît à Bridgeport (Connecticut). Il étudie le piano à New York avec William Mason (fils de Lowell Mason (en) et élève de Franz Liszt et d'Ignaz Moscheles). Il part à Paris étudier avec Alfred Jaëll, Louis Plaidy (professeur d'Hans von Bülow), Théodore Ritter (un autre étudiant de Liszt) et Édouard Batiste. Il fait la connaissance en 1869 d'Anton Rubinstein et étudie par la suite avec lui. Il voyage avec Rubinstein durant sa première tournée américaine en 1872-73. Ignacy Jan Paderewski change son exécution à l'octave après avoir entendu Sanford jouer et le décrit comme la personne la plus talentueuse qu'il ait jamais connue.
Sanford fait connaître la musique d'Edward Elgar aux États-Unis à travers les frères Walter et Frank Damrosch (en) et Theodore Thomas. Il a contribué à l'attribution d'un doctorat honorifique de l'Université Yale à Elgar en 1905. Plus tard dans l'année Elgar lui retourne le compliment en lui dédiant son Introduction et Allegro.
Sanford Rejoint la faculté de musique appliquée de Yale en 1894 avec Horatio Parker, professeur de théorie. Durant les seize années qu'il a enseigné à Yale, il refuse toute rémunération étant riche et indépendant financièrement.

## Médaille Sanford
En 1972, l'université Yale crée la médaille Samuel Simons Sanford (habituellement nommée « médaille Sanford ») pour récompenser les artistes de concert célèbres et les membres de la profession musicales éminents. Les personnes suivantes ont reçu la médaille :
- 1983 : Louis Krasner[3]
- 1983 : Maureen Forrester[4],[5]
- 1991 : Richard F. French[6],[7]
- 1997 : Dorothy DeLay[8]
- 1999 : Keith Wilson (en)
- 2002 : Lili Chookasian (en)[9]
- 2003 : Andrew Litton[10]
- 2005 : Robert Blocker[11]
- 2005 : Richard Stoltzman[12]
- 2010 : Vivian Perlis[13]
- Emanuel Ax, Pierre Boulez, Aaron Copland, Richard Goode, Marilyn Horne, Sherrill Milnes, Eugene Ormandy, Mstislav Rostropovich, Robert Shaw[14], Sir Georg Solti, Randall Thompson, et Virgil Thomson.

## Sources
- (en) World-Renowned Clarinetist Richard Stoltzman was Presented Prestigious Sanford Medal by Yale School of Music on Thursday, 1 septembre 2005